# 丰特鲁维
丰特鲁维，是西班牙加泰罗尼亚巴塞罗那省的一个市镇。总面积37平方公里，总人口1262人（2001年），人口密度34人/平方公里。